# Pitcairnia multiflora
Pitcairnia multiflora är en gräsväxtart som beskrevs av Lyman Bradford Smith. Pitcairnia multiflora ingår i släktet Pitcairnia och familjen Bromeliaceae. Inga underarter finns listade i Catalogue of Life.